# One Team Esports
Cathay ONE Team，前身為Samsung Taiwan Esports（成立於2017年7月26日），是台灣的一個電子競技職業戰隊，由國泰金融控股股份有限公司獨家贊助，於2018年7月1日，更名為ONE Team Esports；於2024年1月12日，再次更名為Cathay ONE Team。

## 《傳說對決》

### 賽事成績

##### 2017年
- 2017年夏季-亞軍。
- 2017年AIC國際錦標賽 GCS賽區第二種子隊：與越南AOG賽區的PROARMY並列季軍。[2]

##### 2018年
- 2018年雅加達亞運臺灣代表隊銀牌 選手：ONE Ting(魔龍輸出)、ONE Fanta (輔助)、ONE Lover (凱撒路)、ONE PoChu (教練)
- 2018年春季-殿軍。
- 2018年夏季-第六名。

##### 2019年
- 2019年春季-季軍。
- 2019年AWC世界盃 台灣外卡隊：八強。
- 2019年夏季-亞軍。
- 2019年夏季-最佳後勤團隊。
- 2019年夏季-最佳教練 ONE Ting。
- 2019年夏季-最佳凱撒 ONE KID。
- 2019年夏季-最佳魔龍 ONE Tura。
- 2019年AIC國際錦標賽 GCS賽區第二種子隊：八強。

##### 2020年
- 2020年春季-總冠軍。
- 2020年春季-FMVP ONE KID。
- 2020年APL超級職業聯賽 GCS賽區第一種子隊：14強小組賽淘汰，第11名 (B組第6名)
- 2020年夏季-第五名。

##### 2021年
- 2021年春季-亞軍。
- 2021年AWC世界盃 台灣第二種子隊：八強 六進四淘汰。
- 2021年夏季-亞軍。
- 2021年AIC國際錦標賽 GCS賽區第二種子隊：八強 六進四淘汰。
- 2021年年度-推塔王 ONE Kai。
- 2021年年度-最佳教練 ONE YuXiao。
- 2021年年度-中路之星 ONE WaWa。
- 2021年年度-打野之星 ONE Nk。
- 2021年年度-魔龍之星 ONE Kai。
- 2021年年度-凱撒之星 ONE LunLun

##### 2022年
- 2022年春季-總冠軍。
- 2022年春季-FMVP ONE Nk。
- 2022年AIC國際錦標賽 GCS賽區第一種子隊：亞軍
- 2022年夏季-殿軍
- 2022年年度-最佳教練 ONE YuXiao。
- 2022年年度-打野之星 ONE Nk。
- 2022年年度-最佳人氣選手 ONE Nk。
- 2022年年度-最佳後勤團隊 One Team Esports。

##### 2023年
- 2023年春季-殿軍
- 2023年APL超級職業聯賽 外卡賽區-勝部組（勝隊）：八強 六進四淘汰。
- 2023年夏季-殿軍
- 2023年AIC國際錦標賽 外卡選拔賽：【敗部區】決賽-淘汰

##### 2024年
- 2024年春季-殿軍
- 2024年APL超級職業聯賽：【瑞士輪】第五輪-淘汰
- 2024年夏季-殿軍
- 2024年年度-中路之星 ONE Tura
- 2024年AIC國際錦標賽：八強

##### 2025年
- 2025年春季-季軍
- 2025年APL超級職業聯賽：【瑞士輪】第五輪-淘汰

### 國際賽事出賽紀錄

##### 2017年
- 2017年AIC國際錦標賽 GCS賽區第二種子隊
  - 教練：ST PoChu
  - 選手：ST Lover (凱撒)、ST XianYo (打野)、ST Hualin (中路)、ST Ting (魔龍)、ST Scott (輔助)、ST Sky (打野)
  - 成果：與越南AOG賽區的ProArmy並列季軍

##### 2018年
- 2018年AWC世界盃 臺灣外卡隊
  - 選手：ST XianYo (打野)、ST Hualin (中路)
  - 成果：八強

- 2018年雅加達亞運 臺灣代表隊
  - 教練：ONE PoChu
  - 選手：ONE Lover (凱撒)、ONE Fanta (輔助)、ONE Ting (魔龍)
  - 成果：香港資格賽冠軍、亞運電競示範賽傳說對決項目銀牌

##### 2019年
- 2019年AWC世界盃 臺灣外卡隊
  - 教練：ONE Ting
  - 選手：ONE KID (凱撒)、ONE XianYo (打野)、ONE Hualin (中路)、ONE Fanta (輔助)、ONE Tura (魔龍)、ONE YuXiao (候補)
  - 成果：八強

- 2019年AIC國際錦標賽 GCS賽區第二種子隊
  - 教練：ONE Ting
  - 助理教練：ONE YuXiao
  - 選手：ONE KID (凱撒)、ONE BaiYa (打野)、ONE Hualin (中路)、ONE Fanta (輔助)、ONE Tura (魔龍)、ONE XianYo (候補)
  - 成果：八強

##### 2020年
- 2020年APL超級職業聯賽 GCS賽區第一種子隊
  - 教練：ONE Ting
  - 助理教練：ONE YuXiao
  - 選手：ONE KID (凱撒)、ONE Hakke (打野)、ONE Tura (中路)、ONE Kevin (輔助)、ONE YeQu (魔龍)
  - 成果：十四強小組賽止步

##### 2021年
- 2021年AWC世界盃 臺灣第二種子隊
  - 教練：ONE YuXiao
  - 選手：ONE LunLun (凱撒)、ONE Soar (打野)、ONE WaWa (中路)、ONE Zhe (輔助)、ONE Kai (魔龍)、ONE Jun (候補)
  - 成果：八強 六進四淘汰

- 2021年AIC國際錦標賽 GCS賽區第二種子隊
  - 教練：ONE YuXiao
  - 選手：ONE LunLun (凱撒)、ONE Soar (打野)、ONE WaWa (中路)、ONE Zhe (輔助)、ONE Kai (魔龍)、ONE Nk(候補)
  - 成果：八強 六進四淘汰

##### 2022年
- 2022年AIC國際錦標賽 GCS賽區第一種子隊
  - 教練：ONE YuXiao
  - 選手：ONE LunLun (凱撒)、ONE Nk(打野)、ONE WaWa (中路)、ONE Zhe (輔助)、ONE Kai (魔龍)、ONE Soar (候補)
  - 成果：亞軍

##### 2023年
- 2023年APL超級職業聯賽 GCS賽區第四種子隊
  - 教練：ONE YuXiao
  - 選手：ONE LunLun (凱撒)、ONE Nk(打野)、ONE WaWa (中路)、ONE KuKu (輔助)、ONE Kai (魔龍)、ONE Zhe (候補)、ONE Leduo (候補)
  - 成果：【外卡賽】勝部組（勝隊）
  - 成果：【正賽】八強 六進四淘汰

- 2023年AIC國際錦標賽 GCS賽區第四種子隊
  - 教練：ONE YuXiao
  - 選手：ONE Kawhi (凱撒)、ONE Leduo(打野)、ONE LunLun (中路)、ONE KuKu (輔助)、ONE Kai (魔龍)、ONE David(候補)
  - 成果：【外卡選拔賽】敗部區決賽-淘汰

- 2023年KIC世界冠軍盃GCS賽區外卡種子
  - 教練：ONE YaoYao
  - 選手：ONE WithU (對抗路)、ONE Zaizai(打野)、ONE psyche(中路)、ONE Jiezai(發育路)、ONE Lucky(遊走)、ONE Qinglin(遊走)
  - 成果：【外卡選拔賽】冠軍
  - 成果：【正賽】八強（敗者組-第一輪）

##### 2024年
- 2024年APL超級職業聯賽 GCS賽區第四種子隊
  - 教練：ONE Miruki
  - 選手：ONE Leduo (凱撒)、ONE Zen(打野)、ONE Tura (中路)、ONE Abao (輔助)、ONE Kunchi (魔龍)、ONE David(候補)、ONE Yanpu(候補)
  - 成果：【瑞士輪】第五輪-淘汰（2-3）

- 2024年AIC國際錦標賽 GCS賽區第四種子隊
  - 教練：ONE David
  - 選手：ONE Leduo (凱撒)、ONE TLin(打野)、ONE Tura (中路)、ONE Abao (輔助)、ONE KunChi (魔龍)、ONE Yanpu(候補)
  - 成果：八強

##### 2025年
- 2025年APL超級職業聯賽 GCS賽區第三種子隊
  - 教練：ONE NT
  - 選手：ONE Leduo (凱撒)、ONE TLin(打野)、ONE Tura (中路)、ONE Abao (輔助)、ONE Junnn(輔助)、ONE YouLun(魔龍)
  - 成果：【瑞士輪】第五輪-淘汰（2-3）

### 隊伍名單

#### 現役成員
| 比賽帳號   | 本名   | 暱稱   | 遊戲定位 | 生日                  | 國籍     | 經歷 | 常用英雄             |
| ONE TLIN   | 余彥霖 | TLin   | 打野     | 2005年7月21日（20歲） | 中華民國 | 前LCVS立志猩勢力校隊打野、前BRO、ANK打野，2021年ACS夏季校園聯賽總冠軍，2021年ACS夏季校園聯賽冠軍賽FMVP，2022年GCS夏季冠軍打野，2023年GCS春季冠軍打野，2023年GCS年度打野之星，2023年GCS年度最有價值選手 |                      |
| ONE Leduo  | 黃少宇 | 養樂多 | 凱撒路   | 2005年9月14日         | 中華民國 | 前ONE二軍凱撒路，2023年GCS年度最佳新人 | 瑞克、莫拉、筱清     |
| ONE Tura   | 張世君 | 圖拉   | 中路     | 2002年8月8日          | 中華民國 | 前FPXLoLWR巴龍路，2020年GCS春季賽冠軍中路，2019年春季賽最佳凱撒路，2019年夏季賽最佳魔龍輸出，2024年GCS年度中路之星                                                                                     | 伊耿士、伊格、莉莉安 |
| ONE YouLun | 陳宥綸 | 郵輪   | 魔龍輸出 | 2005年7月19日         | 中華民國 | 前稻江校隊魔龍輸出 | 亥犽、堇、蘇         |
| ONE Junnn  | 陳冠俊 | 冠俊   | 輔助     | 2004年1月22日（21歲） | 中華民國 | 前FW、HKA輔助、2024年GCS春季賽冠軍輔助、2024年APL超級職業聯賽冠軍輔助、2024年GCS年度輔助之星，2024年AIC國際錦標賽亞軍輔助                                                                              |                      |
| ONE NT     | 蔡正陽 | 恩天   | 主教練   | 1989年9月12日（35歲） | 中華民國 | 前AHQ輔助，前S.T、BRO、泰國BRU教練、2024年GCS春季賽冠軍教練、2024年APL超級職業聯賽冠軍教練，2024年AIC國際錦標賽亞軍教練                                                                                |                      |

#### 過往成員
| 比賽帳號   | 遊戲定位       | 國家     | 備註                  |
| ONE Yanpu  | 輔助           | 中華民國 | 現青年勇士校隊輔助    |
| ONE Yummy  | 輔助           | 中華民國 | 前LIT黎明企鵝校隊輔助 |
| ONE GaDuo  | 中路、魔龍輸出 | 中華民國 | 現FW後勤              |
| ONE Kevin  | 輔助           | 中華民國 | 現HKA輔助             |
| ONE Zirui  | 魔龍輸出       | 中華民國 | 現ANK魔龍輸出         |
| ONE Fanta  | 輔助           | 中華民國 | 前DCG教練             |
| ONE BaiYa  | 打野、輔助     | 中華民國 | 現DCG輔助             |
| ONE Kawhi  | 凱撒路         | 中華民國 | 現BMG凱撒路           |
| ONE Kai    | 魔龍輸出       | 中華民國 | 現BMG魔龍輸出         |
| ONE LunLun | 凱撒路、中路   | 中華民國 | 現DCG中路             |
| ONE Wawa   | 中路           | 中華民國 | 現ANK中路             |
| ONE DerN   | 輔助           | 中華民國 | 現BMG輔助             |
| ONE KunChi | 魔龍輸出       | 中華民國 |                       |
| ONE David  | 主教練         | 中華民國 |                       |

#### 已退役成員
| 比賽帳號   | 遊戲定位         | 國家     | 備註 |
| ST Ray     | 輔助             | 中華民國 | 退役 |
| ST Scott   | 輔助             | 中華民國 | 退役 |
| ST Sky     | 打野             | 中華民國 | 退役 |
| ST Ben     | 分析師           | 中華民國 | 退役 |
| ONE PoChu  | 教練             | 中華民國 | 退役 |
| ONE DinDin | 打野、輔助       | 中華民國 | 退役 |
| ONE Aydan  | 教練             | 中華民國 | 退役 |
| ONE Lover  | 凱撒路、魔龍輸出 | 中華民國 | 退役 |
| ONE Xin    | 分析師           | 中華民國 | 退役 |
| ONE Eric   | 凱撒路、魔龍輸出 | 中華民國 | 退役 |
| ONE HuaLin | 中路             | 中華民國 | 退役 |
| ONE Hakke  | 打野             | 中華民國 | 退役 |
| ONE YeQu   | 魔龍輸出         | 中華民國 | 退役 |
| ONE KID    | 凱撒路           | 中華民國 | 退役 |
| ONE Monkey | 凱撒路           | 中華民國 | 退役 |
| ONE XianYo | 打野             | 中華民國 | 退役 |
| ONE YuXiao | 教練             | 中華民國 | 退役 |
| ONE KuKu   | 輔助             | 澳門     | 退役 |
| ONE Ting   | 教練、魔龍輸出   | 中華民國 | 退役 |
| ONE Zhe    | 輔助             | 中華民國 | 退役 |
| ONE Jun    | 輔助、魔龍輸出   | 中華民國 | 退役 |
| ONE Zen    | 打野             | 中華民國 | 退役 |
| ONE WeiWei | 打野、魔龍輸出   | 中華民國 | 退役 |
| ONE Nk     | 打野             | 中華民國 | 退役 |
| ONE Soar   | 打野、副教練     | 中華民國 | 退役 |
| ONE Abao   | 輔助             | 中華民國 |      |

## 《特戰英豪》（已解散）

### 隊史
現今射擊類電競運動在國際間擁有許多參與者及忠實粉絲，ONE Team Esports秉持著《勇敢、挑戰、改變、不一樣》的理念，於2022年10月開始廣納台灣好手，並於2022年12月20日正式成立台灣第一支《特戰英豪》職業戰隊。於2023年，征討《VALORANT 特戰英豪》各大國內外賽事。
在參與了數場國內賽事與2024年VCT挑戰賽後；2024年7月26日，ONE Team Esports於粉絲專業宣布《特戰英豪》職業戰隊正式解散。

### 賽事得獎紀錄

##### 2023年
- 2023年3月12日：2023年VCL台港賽區第一季-冠軍
- 2024年6月4日：2023年VCL台港賽區第二季-冠軍
- 2023年8月6日：2023年六都爭霸賽《特戰英豪》北區爭霸總決賽-冠軍
- 2023年9月16日：2023年六都爭霸賽《特戰英豪》南北爭霸總決賽-冠軍
- 2023年10月21日：【2023年全國電競青年錦標賽】特戰英豪 總決賽-冠軍

##### 2024年
- 2024年4月5日：2024年VCL台港賽區第一季-冠軍

### 隊伍名單

#### 解散前成員
| 比賽帳號    | 本名                          | 遊戲定位 | 生日           | 國籍     |
| ONE Luke    | 曾屹群                        | 主教練   | 1982年2月3日   | 中華民國 |
| ONE Shi77   | 黃浩倬                        | 副教練   | 1995年4月28日  | 中華民國 |
| ONE ChiaWei | 張家偉 （页面存档备份，存于） | 先鋒     | 1996年10月31日 | 中華民國 |
| ONE YanLi   | 彭彥理                        | 先鋒     | 1999年1月27日  | 中華民國 |
| ONE XyuS    | 施冠宇                        | 決鬥者   | 2005年11月17日 | 中華民國 |
| ONE Ra1ny   | 李國碩                        | 控場者   | 1995年9月16日  | 中華民國 |
| ONE B1ngXun | 王秉勳                        | 控場者   | 2005年7月22日  | 中華民國 |
| ONE W1nner  | 蔡宏偉                        | 守衛     | 1998年4月12日  | 中華民國 |

#### 退役成員
| 比賽帳號   | 本名   | 遊戲定位 | 生日           |          |
| ONE SunfaN | 王蓀凡 | 先鋒     | 1992年12月13日 | 中華民國 |

## 《PUBG MOBILE：絕地求生M》（已解散）

### 隊史
於2022年10月30日晚間，ONE Team 《PUBG M》分部，參加由國際電子競技聯合會( Global Esports Federation )舉辦的2022全球電競錦標賽(Global Esports Games 2022)亞洲區預賽，最終以第三名成績晉級全球總決賽。同時取得2022杭州亞運資格，ONE Team吃雞幫，將在接下來的國際賽舞台全力求勝。
2022年12月2日至12月11日，在ONE Team Esports與中華民國電子競技運動協會(CTESA)協力培訓下，將至印尼峇里島參與2022IESF世界電競錦標賽；並將於2022年12月15日至12月17日至土耳其伊斯坦堡參與2022全球電競錦標賽(GEG 2022)。
2023年11月6日，ONE Team 戰隊公告《絕地求生M》戰隊正式解散。

### 賽事得獎紀錄

##### 2022年
- 春季挑戰賽-亞太盃-東南亞Playin -東南亞總決賽  冠軍
- 六都爭霸賽-亞太盃-東南亞playin-東南亞聯賽-東南亞總決賽  冠軍
- IESF世界電競錦標賽 第七名
- GEG全球電競錦標賽 第三名

### 隊伍名單

#### 過往成員
| 比賽帳號     | 本名   | 遊戲定位 | 生日           |          |
| ONE JaeCarry | 陳鴻明 | 教練     | 1994年10月29日 | 中華民國 |
| ONE Yuyuyu   | 邵偉康 | 教練     | 1993年7月13日  | 中華民國 |
| ONE Hong     | 王金弘 | 指揮     | 2000年6月18日  | 中華民國 |
| ONE HuoXuan  | 蔣健廷 | 副指揮   | 2000年4月5日   | 中華民國 |
| ONE SharK    | 王柏智 | 突擊手   | 2005年3月15日  | 中華民國 |
| ONE ChengFu  | 蔡宬鍑 | 補槍     | 2005年7月4日   | 中華民國 |

## 《英雄聯盟：激鬥峽谷》（已解散）

### 賽事得獎紀錄

##### 2021年
- 2021年3月14日：2021年《英雄聯盟：激鬥峽谷》Icon Series季前賽-亞軍
- 2021年4月11日：2021年《英雄聯盟：激鬥峽谷》東南亞Icon Series 台灣地區夏季賽資格賽壹-亞軍
- 2021年4月25日：2021年《英雄聯盟：激鬥峽谷》東南亞Icon Series 台灣地區夏季賽資格賽貳-亞軍
- 2021年5月9日：2021年《英雄聯盟：激鬥峽谷》東南亞Icon Series 台灣地區夏季賽資格賽參-亞軍
- 2021年6月13日：2021年《英雄聯盟：激鬥峽谷》東南亞Icon Series 台灣地區夏季賽總決賽-冠軍
- 2021年6月27日：2021年《英雄聯盟：激鬥峽谷》東南亞Icon Series Summer Super Cup-亞軍
- 2021年7月31日：2021年《六都電競爭霸戰》激鬥峽谷Icon Series 秋季賽台北賽區-冠軍
- 2021年9月5日：2021年《六都電競爭霸戰》激鬥峽谷Icon Series 秋季賽總決賽-冠軍

##### 2022年
- 2022年4月10日：2022年《英雄聯盟：激鬥峽谷》東南亞錦標賽（WCS）台港澳賽區 -亞軍
- 2022年4月25日：2022年《英雄聯盟：激鬥峽谷》東南亞錦標賽（WCS）WCS決賽 -第九名

### 隊伍名單

#### 過往成員
| 比賽帳號      | 本名   | 位置   | 生日           | 國籍     | 經歷                                                                                              |
| ONE SoCool    | 張舶信 | 教練   | 1996年10月31日 | 中華民國 | 曾於HKA.M、HKA、RG、MCX擔任教練                                                                   |
| ONE MapleSnow | 楊育瑋 | 教練   | 1995年9月20日  | 中華民國 | 曾為英雄聯盟職業選手，現ONE傳說對決教練                                                           |
| ONE KID       | 郭峻綸 | 巴龍路 | 1997年12月29日 | 中華民國 | 前ONE傳說對決凱撒路選手                                                                           |
| ONE XianYo    | 劉謙佑 | 打野   | 1997年9月20日  | 中華民國 | 前ONE傳說對決打野選手                                                                             |
| ONE SIU       | 吳居勇 | 中路   | 1996年1月2日   | 中華民國 | 原為輔助選手，後因戰隊需求轉為中路                                                                |
| ONE Shui      | 陳韋勳 | 飛龍路 | 2001年6月1日   | 中華民國 | 曾為《英雄聯盟》職業選手                                                                          |
| ONE NinJa7    | 臧祖榮 | 輔助   | 1996年4月16日  | 中華民國 | 原為飛龍路選手，後因戰隊需求轉為輔助                                                              |
| ONE BaiYa     | 趙詠聖 | 中路   | 2002年8月19日  | 中華民國 | 前ONE傳說對決打野、輔助選手，前TQQ LoLWR中路，2021/11/23經與團隊協議後雙方終止合約離隊，現DCG輔助 |